# 坂本柳太
坂本 柳太（さかもと りゅうた、旧姓・坪田、1883年〈明治16年〉7月30日 - 没年不明）は、日本の実業家、広島県多額納税者。族籍は広島県平民。

## 経歴
広島県・坪田庫助の二男。県立工業出身。坂本常蔵の養子となり1925年、家督を相続する。土木建築請負業を営む。また広島商工会議所議員、広島土木建築業組合長、相談役、瀬川倉庫取締役、朝日建材監査役などをつとめる。

## 人物
貴族院多額納税者議員選挙の互選資格を有する。比治山公園広場開設資金の寄付をした坂本を顕彰する「廣場開設記念」碑が1935年に建立されている。趣味はゴルフ。住所は広島市土手町。

## 家族
坂本家
- 養父・常蔵（1854年 - ?、土木建築請負業）[6] - 広島市段原町出身[6]。
- 妻、息子、娘[5]